# Al-Shabab (Saudi-Arabien)
Der al-Shabab Club (arabisch نادي الشباب Nādī asch-Schabab, DMG Nādī š-Šabāb) ist ein Fußballverein aus der saudi-arabischen Hauptstadt Riad. Der Verein spielt in der höchsten Liga des Landes, der Saudi Professional League. Die Heimspiele werden seit 2019 im Al-Shabab Club Stadium ausgetragen.

## Vereinsgeschichte
Gegründet wurde der Verein 1947 unter dem Namen Nadi Schabab ar-Riyad („Klub der Jugendlichen Riyads“). Der Gründer und erste Präsident des neuen Vereins, Abdulrahman Bin Saeed, schied 1957 nach internen Streitigkeiten aus dem Verein aus. Er gründete daraufhin den heute als al-Hilal bekannten Verein. 1967 fusionierten zwei kleinere Vereine, al Najmah und al Marekh, mit Shabab. Seitdem nennt sich der Verein al-Shabab Club (arabisch نادي الشباب). In den Anfangszeiten des Vereins waren die Mannschaftsfarben zunächst weiß-grün, nach der Fusion orange-blau, ehe schließlich 1977 die heutigen Farben weiß-grau-schwarz feststanden. 1993 gelang es dem Verein, zum dritten Mal in Folge die Meisterschaft zu gewinnen. Dies gelang vor al-Shabab noch keinem anderen Klub. Im Wettbewerb der Asian Club Championship, der heutigen AFC Champions League, erreichte der Verein das Finale, verlor dort aber gegen Pas Teheran mit 1:0. 2001 konnte dann aber doch der erste internationale Titel errungen werden. Im Finale des Pokals der Pokalsieger Asiens konnte gegen Dalian Shide mit 4:2 gewonnen werden. Die bislang letzte von insgesamt fünf Meisterschaften wurde 2006 gewonnen. Nach Ende der gerade abgelaufenen Saison 2008/09 belegte der Klub den 4. Platz und qualifizierte sich ebenso wie im Vorjahr für die asiatische Champions League.

## Vereinserfolge

### National
- Saudi Professional League

Meister 1991, 1992, 1993, 2004, 2006, 2012
Vizemeister 1998, 2005
- King's Cup

Gewinner 2008, 2009, 2014
Finalist 2013
- Saudi Super Cup

Gewinner 2014
- Crown Prince Cup

Gewinner 1993, 1996, 1999
Finalist 1992, 1994, 2000, 2009

### Kontinental
- Asienpokal der Pokalsieger

Gewinner 2001
- Asian Club Championship

Finalist 1993

## Aktueller Kader
Stand: 30. Juli 2024
| Nr. |               | Position | Name                 |
| --- | ------------- | -------- | -------------------- |
| 4   | Brasilien     | AB       | Iago Santos          |
| 6   | Kolumbien     | MF       | Gustavo Cuéllar      |
| 8   | Saudi-Arabien | MF       | Fahad al-Muwallad    |
| 9   | Marokko       | ST       | Abderrazak Hamdallah |
| 11  | Saudi-Arabien | ST       | Hattan Bahebri       |
| 12  | Saudi-Arabien | MF       | Majed Omar Kanabah   |
| 13  | Brasilien     | ST       | Carlos Júnior        |
| 16  | Saudi-Arabien | AB       | Hussain al-Sabiyani  |
| 18  | Korea Sud     | TW       | Kim Seung-gyu        |
| 19  | Saudi-Arabien | MF       | Mohammed al-Yami     |
| 20  | Senegal       | ST       | Habib Diallo         |
| 21  | Saudi-Arabien | ST       | Nawaf al-Sadi        |
| 22  | Saudi-Arabien | TW       | Fawaz al-Qarni       |
| 23  | Belgien       | ST       | Yannick Carrasco     |

| Nr. |               | Position | Name               |
| --- | ------------- | -------- | ------------------ |
| 24  | Saudi-Arabien | AB       | Moteb al-Harbi     |
| 28  | Saudi-Arabien | ST       | Nasser al-Bishi    |
| 29  | Saudi-Arabien | ST       | Abdullah al-Jawaey |
| 37  | Saudi-Arabien | ST       | Abdullah Matuq     |
| 38  | Saudi-Arabien | AB       | Mohammed Harbush   |
| 50  | Saudi-Arabien | TW       | Mohammed al-Absi   |
| 88  | Saudi-Arabien | AB       | Nader al-Sharari   |
|     | Saudi-Arabien | ST       | Haroune Camara     |
|     | Argentinien   | MF       | Cristian Guanca    |
|     | Saudi-Arabien | MF       | Fares Owais        |
|     | Saudi-Arabien | ST       | Saad Al-Muwallad   |
|     | Saudi-Arabien | TW       | Mohammed Al-Otaibi |
|     | Saudi-Arabien | ST       | Hamad Al-Khorayef  |

## Bekannte Spieler
- Said al-Uwairan (1988–2001)
- Abdullah al-Wakid (1994–2002)
- Abdulaziz Khathran (1994–2002)
- Mustapha Bidoudane (2000–2001)
- Rida Tukar (2001–2003)
- Mohammad Khouja (2005–2009)
- Ibrahima Yattara (2011–2012)
- Server Jeparov (2011–2013)
- Fernando Menegazzo (2011–2014)
- Nasser Al-Shamrani (2013–2017)
- Grzegorz Krychowiak (2022–)

## Bekannte Trainer
| Name des Trainers          | Zeitraum                    | Bemerkung |
| -------------------------- | --------------------------- | --------- |
| Valdir Pereira             | ?                           |           |
| Luiz Felipe Scolari        | 1984–1985                   |           |
| Lori Sandri                | 1989                        |           |
| Lori Sandri                | 1992                        |           |
| Geninho                    | 1993                        |           |
| Ivo Wortmann               | 1994                        |           |
| France Jean Fernandez      | 1996–1997                   |           |
| Oscar                      | 1998                        |           |
| Arthur Bernardes           | 2001–2002                   |           |
| Zé Mario                   | 2003–2005                   |           |
| Daniel Romeo               | 2005–2006                   |           |
| Ahmed Alajlani             | 2006                        |           |
| Humberto Coelho            | 2005–2006                   |           |
| José Morais                | 2007                        |           |
| Enzo Trossero              | 2007–2008                   |           |
| Nery Pumpido               | 2008                        |           |
| Enzo Trossero              | 2008–2009                   |           |
| Jaime Pacheco              | Juli 2009 – April 2010      |           |
| Edgar Ferreira             | 2010                        |           |
| Jorge Fossati              | Juli 2010                   |           |
| Michel Preud’homme         | 2011–2013                   |           |
| Reinhard Stumpf            | 2014–2015                   |           |
| Álvaro Gutiérrez           | Ende Juni 2015 –Januar 2016 |           |
| Fathi Al-Jabal             | Januar 2016–Juni 2016       |           |
| Sami al-Dschabir           | Juni 2016–September 2017    |           |
| José Daniel Carreño        | September 2017–März 2018    |           |
| Khalid Al-Koroni (interim) | März 2018–Mai 2018          |           |
| Marius Șumudică            | Juni 2018 –                 |           |
| Fatih Terim                | Dezember 2024–              |           |